# Oscar (filme)
Oscar (bra: Oscar - Minha Filha Quer Casar; prt: Oscar - A Mala das Trapalhadas) é um filme americano de 1991, do gênero comédia, dirigido por John Landis. É uma refilmagem de uma produção francesa de mesmo nome de 1967, conhecido no Brasil como Coisas da Vida e em Portugal por Onde está o Oscar?.

## Elenco
- Sylvester Stallone .... Angelo "Snaps" Provolone
- Peter Riegert .... Aldo
- Chazz Palminteri .... Connie
- Joey Travolta .... Ace
- Paul Greco .... Schemer
- Richard Foronjy .... Knucky
- Yvonne de Carlo .... Tia Rosa
- Don Ameche .... Padre Clemente
- Tino Insana .... Tiny
- Richard Romanus .... Vendetti
- Tony Munafo .... Frankie
- Robert Lesser .... Oficial Keough
- Art LaFleur .... Oficial Quinn
- Kurtwood Smith .... Tenente Toomey
- Vincent Spano .... Anthony Rossano
- Joycelyn O'Brien .... Nora
- Marisa Tomei .... Lisa Provolone
- Martin Ferrero .... Luigi Finucci
- Harry Shearer .... Guido Finucci
- William Atherton .... Overton
- Mark Metcalf .... Milhous
- Ken Howard .... Kirkwood
- Sam Chew Jr. .... Van Leland
- Elizabeth Barondes .... Theresa
- Ornella Muti .... Sofia Provolone
- Tim Curry .... Dr. Thornton Poole
- Jim Mulholland .... Oscar
- Jim Abrahams .... Mensageiro
- Joe Dante
- Kirk Douglas .... Eduardo Provolone